# Aeropuerto de Tarbes-Lourdes-Pirineos
El Aeropuerto de Tarbes-Lourdes-Pirineos (IATA: LDE, OACI: LFBT) es un aeropuerto regional situado a 9 km al sudeste de la comuna francesa de Tarbes, y cerca de Lourdes, ambas ciudades ubicadas en el departamento de Altos Pirineos.
Más del 70% del tráfico que tiene el aeropuerto es de vuelos chárter desde multitud de destinos de Europa, con pasajeros en peregrinación Católica al Santuario de Lourdes. El aeropuerto tiene capacidad para operar aviones del tamaño de un Boeing 747.
En sus instalaciones se encuentra la fábrica de aviones ligeros Socata.

## Aerolíneas y destinos

### Pasajeros
| Aerolíneas                              | Destinos                                                                                               |
| --------------------------------------- | --- |
| Air France operado por HOP!             | París–Orly                                                                                             |
| AlbaStar                                | Estacional: Aeropuerto de Milán, Roma–Fiumicino, Nápoles, Aeropuerto de Palermo, Aeropuerto de Bérgamo |
| Iberia Regional operado por Air Nostrum | Madrid                                                                                                 |
| Mistral Air                             | Estacional: Móstar, Roma–Fiumicino, Nápoles                                                            |
| Ryanair                                 | Bérgamo, Londres–Stansted                                                                              |
| TUI fly Belgium                         | Bruselas                                                                                               |
| Vueling                                 | Estacional: Barcelona                                                                                  |

### Carga
| Aerolíneas  | Destinos                              |
| ----------- | ------------------------------------- |
| Mistral Air | Milán–Malpensa, Roma-Fiumicino, Turín |
| TNT Airways | Bruselas                              |

## Estadísticas
Ver fuente y consulta Wikidata.